# Jean Gallois
Pour les articles homonymes, voir Gallois (homonymie).
Ne doit pas être confondu avec Jean Gallois (musicologue).
Jean Gallois, né à Paris le 14 juin 1632 et mort à Paris le 9 avril 1707, est un homme d'église et académicien français, premier directeur du Journal des sçavans.

## Biographie
Il est abbé du prieuré de Cuers et garde de la Bibliothèque du roi. Il est nommé pensionnaire géomètre de l'Académie des sciences en 1669 et élu membre de l'Académie française en 1672. Membre de l'Académie des Inscriptions, il en devient le secrétaire perpétuel. Il est professeur de mathématiques, puis de grec, au Collège Royal à partir de 1686; il en est nommé inspecteur par le roi, et aussitôt élu syndic par l'assemblée des professeurs.
Cofondateur avec Denis de Sallo du Journal des sçavans, il en dirige la publication de 1666 à 1674. Les lecteurs du Journal, qui s'étaient indignés du manque de respect de Denis de Sallo envers certaines personnalités respectables, se plaignent bientôt de l'insipidité des articles rédigés par Gallois, qui, malgré ses grandes connaissances en de nombreux domaines, se borne prudemment à ne citer que des titres d'ouvrages accompagnés de quelques extraits.
Voltaire le qualifie de « savant universel » et dit de lui :

« [Il] fut le premier qui travailla au Journal des savants avec le conseiller-clerc Sallo, qui avait conçu l’idée de ce travail. Il enseigna depuis un peu de latin au ministre d’État Colbert, qui malgré ses occupations, crut avoir assez de temps pour apprendre cette langue ; il prenait surtout ses leçons en carrosse dans ses voyages de Versailles à Paris. On disait, avec vraisemblance, que c’était en vue d’être chancelier. On peut observer que les deux hommes qui ont le plus protégé les lettres ne savaient pas le latin, Louis XIV et M. Colbert. »

Le Breviarium Colbertinum de Jean Gallois parut en 1679 et fut traduit en anglais et publié à Londres en 1912-1913.

## Mémoires de l'Académie royales des sciences
- Mémoires de M. L'abbé Gallois, dans Table générale des matières contenues dans l' "Histoire" et dans les "Mémoires de l'Académie royale des sciences", par la Compagnie des libraires, Paris, 1734, tome 1, Années 1666-1698, p. 141-42 (lire en ligne)
- Mémoires de M. L'abbé Gallois, dans Table générale des matières contenues dans l' "Histoire" et dans les "Mémoires de l'Académie royale des sciences", par la Compagnie des libraires, Paris, 1729, tome 2, Années 1666-1698, p. 268-269 (lire en ligne)
- Extrait du Livre intitulé Observations Physiques & Mathématiques envoyées des Indes & de la Chine à l'Académie Royale des Sciences à Paris, par les PP. Jésuites, avec les Notes & les Réflexions du P. Goüye de la Compagnie de Jésus, dans Mémoires de l'Académie royale des sciences depuis 1666 jusqu'en 1699', par La Compagnie des libraires, Paris, 1730, tome 10, p. 130-138 (lire en ligne)
- Extrait d'un Écrit composé par Dom François Quenet, Religieux Bénédictin, & envoyé à l'Académie Royale des Sciences, touchant les effets extraordinaires d'un Écho, dans Mémoires de l'Académie royale des sciences depuis 1666 jusqu'en 1699', par La Compagnie des libraires, Paris, 1730, tome 10, p. 187-190 (lire en ligne)
- Extrait du Livre intitulé, Divers Ouvrages de Mathématique & de Physique. Par Messieurs de l'Académie Royale des Sciences, dans Mémoires de l'Académie royale des sciences depuis 1666 jusqu'en 1699', par La Compagnie des libraires, Paris, 1730, tome 10, p. 290-307 (lire en ligne)

## Annexe